# Park Ji-won
Park Ji-won (Hangul:박지원, Hanja:朴趾源, 5 de fevereiro de 1737 - 20 de outubro de 1805) foi um político, filósofo neo-confucionista e romancista satírico da dinastia Joseon da Coreia. Seus trabalhos frequentemente satirizavam a hipocrisia da nobreza coreana. Park nasceu em Seul e utilizava os pseudônimos Yeonam (연암, 燕巖) e Yeonsang (연상, 煙湘). 